# Night Mail
Night Mail è un documentario del 1936 prodotto e diretto da Harry Watt e Basil Wright.
Considerato un capolavoro del British Documentary Film Movement degli anni 1930, Night Mail fu presentato in concorso alla 4ª Mostra internazionale d'arte cinematografica di Venezia. La pellicola si avvale di una colonna sonora composta dal giovane Benjamin Britten e termina con la lettura di una poesia originale composta e letta da Wystan Hugh Auden.

## Trama
Il documentario segue il processo di distribuzione postale tramite uno speciale un treno speciale, il Travelling Post Office, di cui il film ripercorre le tappe dalla stazione di Euston a Glasgow, Edimburgo ed Aberdeen.

## Distribuzione
Il film ebbe la sua prima al neo-fondato Cambridge Arts Theatre di Cambridge il 4 febbraio 1936. Nel 2007 il British Film Institute ha restaurato il film ne ha rilasciato un DVD.